# Sequoyah

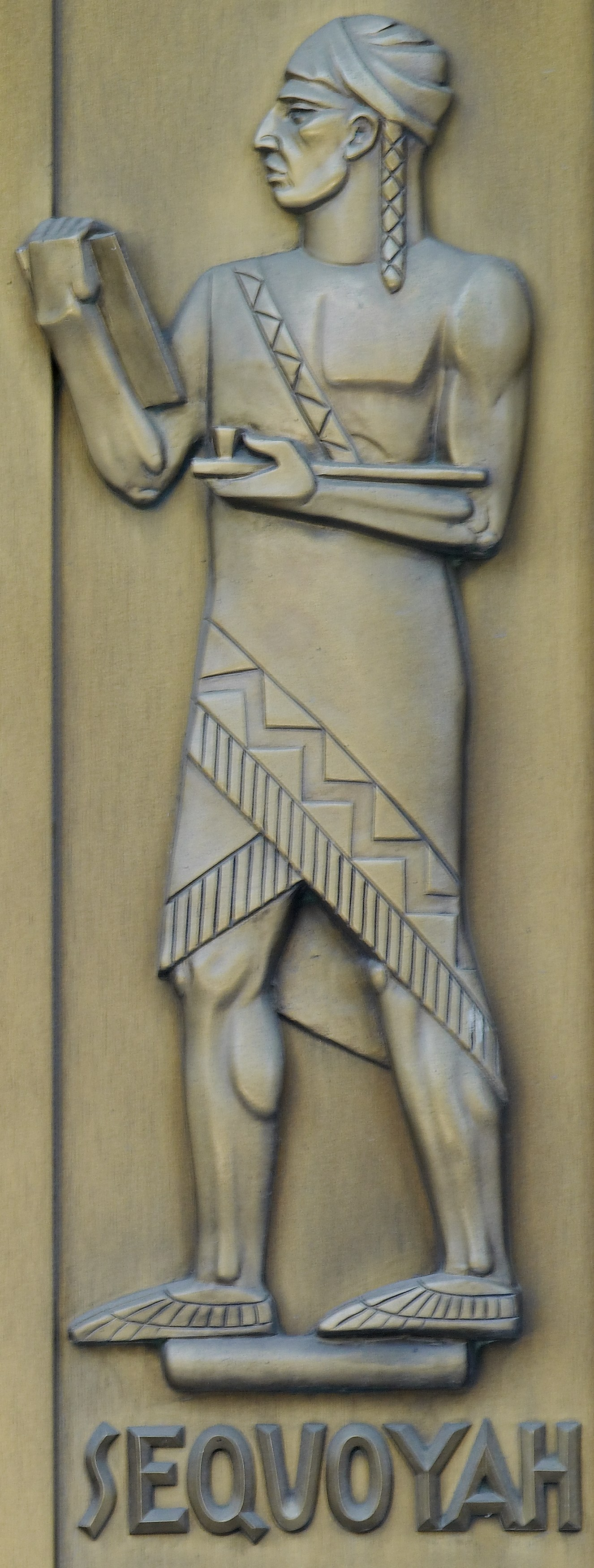
Figura esculpida em bronze de Sequoyah, por Lee Lawrie.

Sequoyah (escrito ᏍᏏᏆᏱ em idioma cherokee) (ao redor de 1767 — julho ou agosto de 1843), também conhecido como George Guess, Guest ou Gist, foi um cherokee que inventou o silabário cherokee.
Sequoyah, nascido no Tennessee cerca de 1767, começou a desenvolver um silabário para o idioma Cherokee, tendo-o completado nos anos 1820. O seu trabalho permitiu que os Cherokees se tornassem o primeiro povo indígena a ter um silabário escrito, o que levou a um aumento significativo nas taxas de literacia e avanço da sua comunicação e cultura. 